# Ottmar Strasser
Ottmar Strasser (* 15. November 1905 in Fehértemplom (deutsch Weißkirchen), Königreich Ungarn, Österreich-Ungarn; † 22. Januar 2004 in Dornstadt) war ein deutscher Schauspieler, Komiker, Charakterdarsteller und Regisseur am Deutschen Staatstheater Temeswar.

## Leben und Werdegang
Ottmar Strasser wurde in der Banater Kleinstadt Bela Crkva geboren. Sein Vater war Offizier beim dortigen k.u.k. Grenzregiment, seine Mutter, Elisabeth Ptach, eine Banater Schwäbin aus Bela Crkva. 1919 zog die Familie nach Wien, wo Strasser das Reinhardt-Seminar besuchte. Im böhmischen Brüx debütierte er in der Operette Madame Pompadour. In kleineren Rollen war er auch in Saaz und Budweis zu sehen, bevor er sich 1927 in Hermannstadt niederließ, wo er zunächst als Mitarbeiter an der „Neppendorfer Zeitung“ wirkte. Als 1933 in Hermannstadt das Deutsche Landestheater von Gustav Ongyerth gegründet wurde, war Ottmar Strasser von Anfang an dabei. Dort begann seine Theaterkarriere. Seine erste Rolle am Stadttheater war die des Jägers in Schillers Wilhelm Tell.

### Schauspieler
Strasser spielte den „Schreiber Licht“ in Kleists Zerbrochenem Krug, den Jüngling in der Operette „Das Mädel aus dem Kokeltal“ von Richard Oschanitzky, mit dem er 50 Aufführungen quer durch Deutschland machte und „Eugen Klapproth“ in Pension Schöller, der Schauspieler, der kein „L“ aussprechen kann. Anlässlich einer Deutschland-Tournee wurde er 1939 mit der Schiller-Plakette des Nationaltheaters Mannheim ausgezeichnet.
Als Angehöriger der deutschen Minderheit in Rumänien war Strasser zwischen 1945 und 1949 zur Zwangsarbeit in die Sowjetunion deportiert. Aus der Zwangsarbeit heimgekehrt, arbeitete er zunächst im Hüttenkombinat von Hunedoara, bis er 1953 mit der Gründung des Temeswarer Deutschen Staatstheaters seinen Beruf wieder ausüben konnte. Hier stellte er sein Talent und sein Können unter Beweis. Er war nicht nur ein unverwechselbarer Komiker, sondern auch ein hervorragender Charakterdarsteller, der für seine Präzision in Mimik, Gestik und Diktion bekannt war. Strasser war auch ein begnadeter Texter für humoristische Vorträge, Satiren, Lieder und Humoresken, die in den beliebten „Bunten Abenden“ des Temeswarer Staatstheaters zum Ausdruck kamen.
Vom „Hofmarschall Kalb“ in Schillers Kabale und Liebe zu Molières Meisterwerk Der Geizige, von dem finsteren Großbauern in Hans Kehrers „Versunkene Äcker“, zu der Travestie-Rolle der „Madame Chirita“, reihte sich Erfolg an Erfolg. Und dann kam sein Meisterstück: der „Schneider Zwirn“ in Nestroys Lumpazivagabundus.

### Regisseur
Strasser übernahm die Regie in Anatoli Sofronows Stück „Denn anders geht es nicht“ (1954), Friedrich Wolfs „Bürgermeister Anna“ (1954) und Molières Lustspiel Der eingebildete Kranke (1954). Die erste Varieté-Vorstellung „Lachen ist gesund“ wurde auch von Strasser inszeniert. 1956 war er als Spielleiter in Mihail Sebastians „Neueste Nachrichten“ tätig, 1958 in Molières Geizigem, 1962 in Kleists Zerbrochenem Krug und in „Vier unter einem Dach“ von Smirnowa und Kreindl, 1969 in Gogols „Tagebuch eines Narren“.
Am 11. November 1970 fand im Saal der rumänischen Oper Temeswar eine Abschiedsfeier zu Ehren von Ottmar Strasser statt.
Ottmar Strasser lebte seit 1970 in Deutschland, nachdem er als Rentner einer Einladung Folge leistete und bei dieser Gelegenheit den Entschluss fasste, nicht mehr zurückzukehren. Mit einem öffentlichen Hungerstreik in München erzwang er die Ausreisegenehmigung für seine Familienangehörigen. In Deutschland spielte er am Fränkischen Theater Schloss Maßbach als Schauspieler, gründete aber zusammen mit seinem Sohn Horst (1936–2017) ein kleines Wandertheater, die „Strasser-Bühne“, mit dem er mit großem Erfolg in verschiedenen Städten Deutschlands spielte, meist vor Landsleuten aus dem Banat und Siebenbürgen.

## Auszeichnungen
- Schiller-Plakette des Nationaltheaters Mannheim (1939)
- Orden Verdienter Künstler der Volksrepublik Rumänien (1964)
- Rumänischer Kulturorden (1967)